# LØREN
LØREN(본명: 이승주, 1995년 1월 10일 ~ )은 대한민국의 가수, DJ, 프로듀서이다. 소속사는 FIRE EXIT RECØRDS이다.